# Dresden-Trachau (železniční zastávka)
Dresden-Trachau je stanice systému S-Bahn Dresden v drážďanské čtvrti Trachau. Leží na železniční trati Lipsko-Drážďany a byla zřízena v rámci výstavby novoměstského nádraží v letech 1898–1902 a souběžné změny vedení železniční trati.

## Historie
Dne 1. května 1902 byl zahájen provoz železniční zastávky Trachau s dvěma vnějšími nástupištěmi a staniční budovou pro frekventovanou příměstskou železnici. Kdysi byla stanice obsluhována 20 osobními vlaky denně. Zároveň s budováním stanice byla vybudována ulice, která k ní vede od křižovatky s Leipziger Straße. Ta se původně jmenovala Bahnhofstraße ("Nádražní ulice"), až v roce 1953 byla přejmenována na Am Trachauer Bahnhof ("U nádraží Trachau").
Otevřením železniční zastávky se uspěla dlouholetá snaha původně samostatné obce Trachau o navazování na síť příměstské železnice. Obecní rada jednala o účelnost takovéto stanice již začátkem 80. let 19. století. První oficiální žádost na saském zemském směnu podala v létě 1889. Navzdory kladným odezvám bylo uskutečnění tohoto návrhu na neurčitou dobu odloženo z důvodu dalších důležitějších projektů. V roce 1894 předal zemský směn znovu podanou žádost obce státní vládě, projekt byl však prozatím opět odložen. O čtyři roky později, tedy v letech 1898/99, byl konečně zařazen do státního rozpočtu. Konečným podnětem k realizování projektu byla petice obyvatelstva obce.
Dne 1. února 1898 se usneslo přebudování železniční stanice Radebeul a v rámci toho i zřízení železničních zastávek Trachau a Pieschen. Tento projekt byl dotovaný 1 109 200 markami, přičemž za zpřístupnění stanice Trachau musela zaplatit obec sama. Posléze vyhověl žádosti o vybudování železniční stanice dne 1. března 1898 i zemský směn. Než se stanice dostavěla, uběhly však ještě čtyři roky. V té době začalo v roce 1898 budování železničních mostů v Trachau, které byly dokončeny v následujícím roce. Mimo to byla 10. prosince 1900 otevřena čtyřkolejná trať z Drážďan, prozatím do Kötzschenbrody.

## Poloha
V rámci výstavby tratě mezi stanicemi Pirna a Coswig na čtyři koleje v letech 2010-2016 byla stanice přemístěna směrem k ulici Leipziger Straße. Bývalá vnější nástupiště a staniční budova byla odstraněna a stavělo se nové, bezbariérově přístupné ostrovní nástupiště. Na stanici navazuje jak tramvajová zastávka Geblerstraße na ulici Leipziger Straße tak autobusová zastávka Am Trachauer Bahnhof na stejnojmenné silnici. Zatímco tramvajová linká 4 zajišťuje spoje do centra a do sousedního města Radebeul, zpřístupňují autobusové linky 70 a 80 mimo jiné drážďanské letiště.

## Provoz
Stanici pravidelně obsluhuje linka S1 příměstské železnice, která představuje nejrychlejší spoj do centra Drážďan. Podle jízdního řádu v roce 2017 jezdí linka S1 každé půl hodiny. V dopravní špičce od 5:00 do 8:30 hod. a od 14:00 do 19:00 hod. jsou mezi hlavním nádražím a stanicí Meißen-Triebischtal v provozu čtyři soupravy za hodinu a směr. Zatímco vlaky S-Bahnu používají severní dvě koleje, na nichž se nachází i železniční zastávka, dálkové vlaky jezdící po jižních kolejích stanici míjí.